# Терновой, Пётр Иванович
Пётр Иванович Терновой (1914—1984) — старший сержант Рабоче-крестьянской Красной Армии, участник Великой Отечественной войны, Герой Советского Союза (1943).

## Биография
Пётр Терновой родился 17 октября 1914 года в селе Михайловка (ныне — город в Волгоградской области). После окончания неполной средней школы работал в колхозе. В 1942 году Терновой был призван на службу в Рабоче-крестьянскую Красную Армию. С сентября того же года — на фронтах Великой Отечественной войны.
К сентябрю 1943 года ефрейтор Пётр Терновой был разведчиком 985-го стрелкового полка 226-й стрелковой дивизии 60-й армии Центрального фронта. Отличился во время битвы за Днепр. 26 сентября 1943 года Терновой в составе передового отряда переправился через Днепр в районе села Толокунская Рудня Вышгородского района Киевской области Украинской ССР и принял активное участие в боях за захват и удержание плацдарма на его западном берегу, участвовал в разгроме немецкой сторожевой заставы и захвате важных документов.
Указом Президиума Верховного Совета СССР от 17 октября 1943 года ефрейтор Пётр Терновой был удостоен высокого звания Героя Советского Союза с вручением ордена Ленина и медали «Золотая Звезда».
После окончания войны в звании старшего сержанта Терновой был демобилизован. Проживал и работал в Михайловке. Скончался 12 ноября 1984 года.
Был также награждён орденами Отечественной войны 1-й степени и Красной Звезды, рядом медалей.